# Stjepan Bobek
Stjepan Bobek (3. december 1923 i Zagreb, død 22. august 2010 i Beograd) var en jugoslavisk (kroatisk)fodboldspiller, som deltog i to olympiske lege lige efter anden verdenskrig.

## Fodboldkarriere

### Klubkarriere
Bobek, som var angriber, spillede i forskellige klubber under og lige efter anden verdenskrig. Fra 1946 og resten af sin karriere frem til 1959 spillede han for Partizan Beograd, og han har med sine 468 kampe og 403 mål fortsat klubrekorden. Han var med til at det jugoslaviske mesterskab to gange og pokalturnering fire gange.

### Landshold
Bobek debuterede på det jugoslaviske landshold 9. maj 1946 i en venskabskamp mod Tjekkoslovakiet, som jugoslaverne vandt 2-0. Han scorede sit første landskampsmål i sin anden kamp, senere samme år, og han var med på holdet ved OL 1948 i London. Efter sejre over Luxembourg og Tyrkiet spillede jugoslaverne mod hjemmeholdet fra Storbritannien i semifinalen og vandt 3-1, hvilket betød finale mod Sverige. Her blev det til nederlag på 1-3, så svenskerne fik guld, jugoslaverne sølv og Danmark bronze efter sejr over Storbritannien i kampen om tredjepladsen. Bobek spillede alle fire kampe og scorede fire mål, heriblandt holdets mål i finalen.
Derpå var han også med sit hold ved VM 1950 i Brasilien, hvor holdet blev nummer to i indledende pulje, men kun vinderne gik videre. Her spillede Bobek alle holdets tre kampe og scorede et enkelt mål.
Ved OL 1952 i Helsinki vandt Jugoslavien og Bobek først over Indien og spillede derpå 5-5 mod Sovjetunionen. Man spillede ikke videre efter 90 minutter, så der måtte en omkamp til nogle dage senere, og her vandt Jugoslavien 3-1. I kvartfinalen vandt holdet over Danmark med 5-3, og i semifinalen blev det 3-1 over Tyskland. Da finalen blev vundet af  Ungarn med 2-0, blev det en ny OL-sølvmedalje til Jugoslavien, mens Sverige vandt bronzekampen mod Tyskland. Bobek spillede alle holdets seks kampe og scorede tre mål.
Bobek deltog også i VM 1954 i Schweiz, hvor holdet blev elimineret i kvartfinalen. Her spillede han to af holdets kampe uden at score. Han  spillede i alt 63 landskampe og scorede 38 mål i perioden 1946-1956.

## Senere karriere
Efter afslutningen af sin aktive karriere var Bobek i en årrække træner for en række forskellige klubber, herunder sin gamle klub, Partizan, 1960-1963 og 1967-1969.

## OL-medaljer
- 1948 –  Sølv i fodbold  Jugoslavien
- 1952 –  Sølv i fodbold Jugoslavien